# RDK 630
RDK 630 (нем. Raupen Dreh Krane, гусеничный поворотный кран) — монтажный самоходный кран стрелового типа на гусеничном ходу. Разработан и производился в период с 1988 года по 1990 год, в ГДР.

## Описание
«Шестьсот тридцатый» кран предназначался и поставлялся в страны Совета Экономической Взаимопомощи, адаптированы под климат и технические требования европейских стран, а также использовал узлы и детали, например двигатели производства заводов-изготовителей из ЧССР. Предназначен для строительно-монтажных (ПГС) и погрузочно-разгрузочных работ. Для перегрузки сыпучих грузов кран может работать со специальными грузозахватными механизмами, грейферами — двух видов:
- EHS объёмом 1,75 м³.
- EHM объёмом 3,2 м³.

## Модификации
Существуют модифицированные варианты базового RDK 630:
- RDK 580. От базового отличается пониженной грузоподъёмностью на основном подъёме до 58 т. Кроме того, в отличие от RDK 630, эта модификация соответствовала всем нормам, стандартам, а также климатическим условиям СССР. Выпущен единственный пробный экземпляр, тестировавшийся советскими специалистами в г. Алма-Ата в период с 1990 года по 1991 год. Дальнейший выпуск не состоялся из-за распада СССР[3].
- RDK 630-1. От базового отличается наличием башенно-стрелового оборудования. Выпущен в нескольких экземплярах (в период с 1990 года до 1991 года), в «большую» серию (по планам — с января 1991 года) не пошёл из-за политических проблем, связанных с объединением Германии[4].

## Технические характеристики
Габариты крана:
| Ширина ходовой части              | 4500 мм |
| Длина ходовой части               | 5800 мм |
| Высота (в транспортном положении) | 6290 мм |
| Дорожный просвет (клиренс)        | 440 мм  |
| Ширина поворотной платформы       | 3150 мм |

Технические характеристики крана (см. карточку) RDK 630.

## Описание конструкции

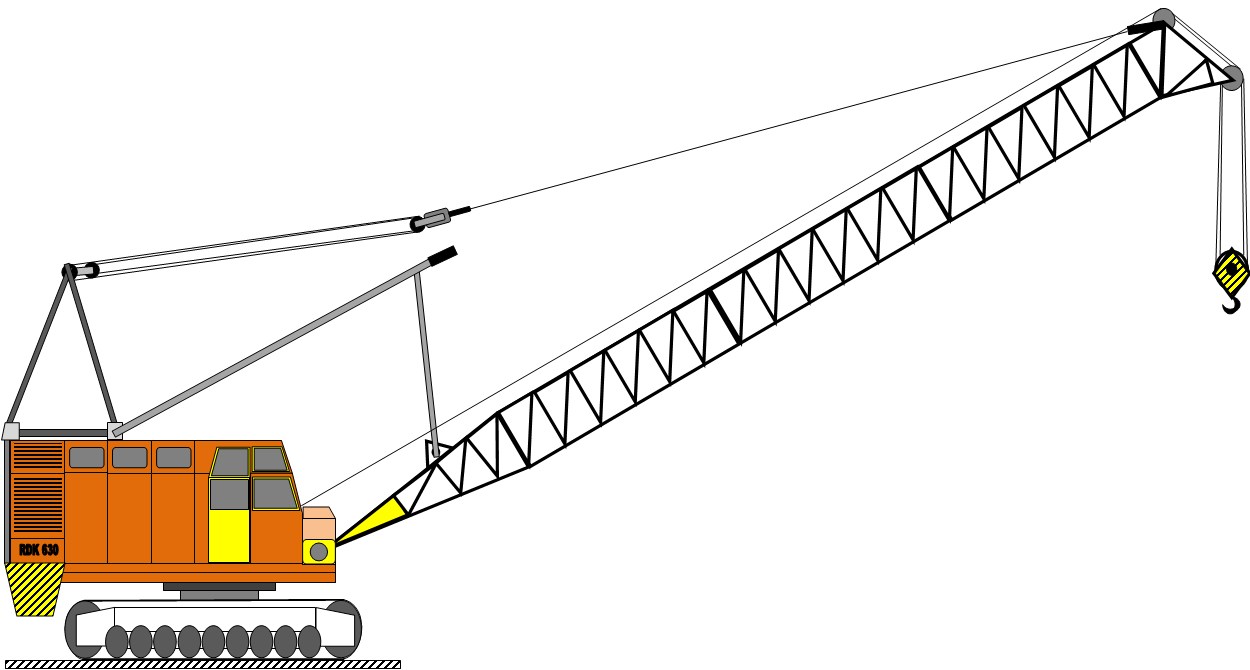

Кран состоит из ходовой и поворотной частей, лебёдки, вращательного механизма, генераторной группы, дизельного генератора, монтажной стойки, кабины управления, опорно-поворотного устройства, основной стрелы и гуська, крюковых обойм.
Кран может комплектоваться стреловым оборудованием (стрела и гусёк). Возможно удлинение основной стрелы с помощью секций-вставок решётчатой конструкции. Работа с грейфером выполняется в стреловом исполнении (с длиной стрелы не более 21 м). Для предотвращения опрокидывания крана на стреловое оборудование устанавливается микропроцессорный ограничитель грузоподъёмности. Башенно-стреловое оборудование для базовой модели крана из этой серии RDK не предусмотрено. Подъём груза осуществляется с помощью лебёдки с двумя электрическими двигателями — для каждой крюковой обоймы свой. Редуктор лебёдки соединён с барабаном. У лебёдки есть планетарная и промежуточная передачи. Механизм действия вспомогательной лебёдки — аналогичный. Кабина управления выполнена со скосом и на одном уровне с остальной частью корпуса крана — для удобства транспортировки по железным и автомобильным дорогам (не нарушается «габарит по высоте»). От кранов первенцев RDK 25 и его модифицированных серий RDK 250-1,-2,-3, 4 Polar, а также от RDK 400, данная модель отличается повышенной грузоподъёмностью — на основном подъёме до 63 т и на вспомогательном подъёме до 8 т, а также повышенными высотными характеристиками (высотой подъёма) и более высокой устойчивостью крана за счёт более широкого расположения гусениц.

### Привод крана
Все механизмы, отвечающие за передвижение крана могут питаться, как от собственной дизель-электростанции крана, так и от внешнего источника — электрической сети 380 В. Привод механизмов передвижения — гидравлический.
Остальные механизмы, отвечающие за подъём-опускание грузов на основном и вспомогательном крюковых обоймах, подъём-опускание стрелы и управление гуськом питаются только от внешней сети (в связи с большим потреблением мощности двигателей этих механизмов).

## Транспортировка
В связи с низкой собственной скоростью перемещения (менее 1 км/ч) и высоким износом лент, а также в связи с повреждением асфальтовых и бетонных покрытий дорог механизмами на гусеничном ходу, кран перевозят (в зависимости от расстояния) следующими способами:
- По железной дороге. В этом случае кран разбирается (в соответствии с нормами в РФ по габаритам) и транспортируют на платформах в разобранном виде. Кран транспортируется со снятой стрелой, укосина опускается в транспортном положении, кабину управления снимать не нужно.
- По автодорогам. Если требуется перевозка на небольшие и средние расстояния используется седельный тягач со специальным прицепом-трейлером с возможностью самостоятельного заезда крана. В этом случае кран разбирается не полностью (под габарит автопоезда, регулируется согласно установленным правилам и регламентам перевозки негабаритных грузов). В случае использования башенно-стрелового оборудования (для кранов RDK 630-1) — части оборудования складываются друг в друга. Разборки при транспортировке по опорно-поворотному устройству не требуется. Каждую транспортировку необходимо согласовывать с местными органами ГИБДД (получение разрешения, выдача машины сопровождения и т. д.)[2].

## RDK-630 в СНГ
В связи со становлением рыночной экономики, а также со спросом на краны марки TAKRAF RDK, «краны-аналоги» (б/у), такие как RDK 280, RDK-300, RDK-500 и RDK-630 и их модификации стали импортироваться из Европейского Союза, в первую очередь из стран-участниц бывшего Совета Экономической Взаимопомощи.